# Авалон (филм, 2001)
Вижте пояснителната страница за други значения на Авалон.
„Авалон“ (на полски: Avalon; на японски: アヴァロン) е научнофантастичен филм на режисьора Мамору Оши от 2001 г. Спада към поджанра киберпънк.
Филмът е съвместна продукция на Япония и Полша. По-голямата част от снимките са направени в полския град Вроцлав. Във филма се редуват цветни и черно-бели кадри (сепия). Твърди се, че кинематографията му е повлияна от „Сталкер“ на Андрей Тарковски.

## Сюжет
Внимание:  Текстът по-долу разкрива сюжета на произведението (или части от него)!
Близкото бъдеще. Човечеството живее в антиутопичен свят. За младото поколение главна забава е нелегалната игра „Авалон“, кръстена на митичният остров от легендите за крал Артур. Тя представя виртуален свят, в който играчите водят битки помежду си и срещу програмата.
Аш е професионален играч от клас „А“. След като отборът ѝ „Вълшебниците“, считан за непобедим, е унищожен от самата програма, тя винаги играе сама. Аш забелязва особен играч, притежаващ стил подобен на нейния. Опитите ѝ да разбере кой е той са неуспешни. Единственото, което научава е, че той е „епископ“ (Бишоп). Още по-странен е слухът за „неутрален“ участник, изглеждащ като малко момиче. Според мнозина, той е просто бъг в програмата. Наричат го „Призракът“ (Ghost). Между него и Бишоп има връзка. Призракът се появява винаги, когато Бишоп е влязъл в играта. От „крадеца“ Станър, Аш узнава, че съществува клас „Специален А“, експериментално ниво на „Авалон“, дело на създателите на играта. Те се наричат „Деветте сестри“, по аналогия със сестрите феи от легендите за Авалон. За да проникне в клас „Специален А“, Аш трябва да победи „Призрака“, който е една от феите – Моргана. Тя не може да направи това сама, затова с помощта на тайнствения Бишон сформира собствен отбор.

## Играта
„Авалон“ е виртуална игра в реално време, напомняща RPG и шутър от първо лице. Съществуват нива на трудност, преминаването между които става след победата над особено силен противник. Според уменията и опита си играчите се състезават в класове „А“, „В“ или „С“. Професионалните играчи имат възможност да печелят големи парични суми. Те често се обединяват в отбори (parties), като всеки от екипа се специализира в дадена дейност: „войн“, „крадец“ – събиращ информация, „епископ“ (bishop) – анализиращ информацията.
В играта съществува реална опасност. Ако играчът бъде „убит“ може да получи непоправимо увреждане на мозъка вследствие на шока. Такива играчи се наричат „необратими“ (unreturned). Тяхната участ е да прекарат остатъка от живота си в специализирани клиники.

## Актьори и персонажи
- Малгожата Форемняк – Аш (Ash, в превод от английски – пепел, прякор даден ѝ заради сребристо сивият кичур коса, с който е по време на игра.)
- Дариуш Бискупски – Бишоп (bishop, в превод от английски – епископ), тайнствен играч без собствено име. Оказва се, че е един от създателите на „Авалон“
- Бартоломей Свидерский – Станър, играч със специалност „крадец“, влиза в отбора на Аш.
- Владислав Ковалски – Господар на играта (Game Master) – ръководител на играта, не става ясно дали е реален човек или част от програмата.
- Иржи Гудейко – Мърфи
- Катарина Баргеловска – администратор на играта
- Зузана Катц – Призракът

## Екип
- Сценарий – Кадзунори Ито
- Режисьор – Мамору Оши
- Оператор – Гжегош Кадзирский
- Композитор – Кенджи Кавай
- Звукорежисьор – Судзи Иноуе
- Художник-постановчици – Барбара Новак
- Художник на костюмите – Магдалена Теставска
- Продуценти – Шин Юнозава, Казуми Каваширо

## Награди
- 2001 г. – Приз в категорията „Най-добра операторска работа“ за Гжегош Кадзирский от Международния филмов фестивал в Каталуня.
- 2002 г. – Приз в категорията „Най-добър филм“ за Мамору Оши от Лондонския фестивал на научнофантастичното кино.
- 2002 г. – Приз в категорията „Най-добра операторска работа“ за Гжегош Кадзирский от Международния филмов фестивал в Дърбан, Южноафриканска република.

## Номинации
- 2001 г. – Номинация за „Най-добър филм“ за Мамору Оши от Международния филмов фестивал в Каталуня.